# Баронски крсташки рат
Баронски крсташки рат покренут је 1239. године на позив папе Гргура IX. Његов вођа био је Тибалд IV од Наваре. Рат је завршен победом хришћана који су Јерусалимској краљевини прикључили територије Галилеје и Аскалона.

## Увод
Немачки цар Фридрих II Хоенштауфен покреће Шести крсташки рат 1229. године. У договору са египатским султаном Ел Камилом Фридрих осваја Јерусалим. Споразумом у Јафи обновљена је готово читава територија некадашње Јерусалимске краљевине. Крсташка држава је сада у својим границама имала и Свети град. Муслиманима је признато право ходочашћа слично ономе кога су миром у Јафи крсташи добили након Трећег крсташког рата. Фридрих је франачку Сирију ослободио муслиманске власти, али ју је оставио без владара. Забринути папа Гргур IX почео је позивати хришћане у нови крсташки рат. Његовом позиву одазвало се француско племство. У рату су, између осталих, учествовали и Тибалд IV од Наваре, Иго IV од Шампање, Пјер Моклер, бретонски гроф, Анри од Бара, Раул од Сосона, Анри од Гранпреа, Матје од Монморансија, Гијом од Сенлиса, Филип од Нантеја и Ришар од Бомона. Вођа је био шампањски гроф.

## Рат
Крсташи су 2. новембра 1239. године кренули из Акре према Аскалону. На путу су се одвојили барски гроф и бургундијски војвода у жељи да први стигну пред град. Анри од Бара је заобишао Аскалон и упутио се ка Гази, иако га је гроф Јафе упозорио да не иде толико у дубину непријатељске територије. Анријеви крсташи нашли су се опкољени египатским стрелцима и коњаницима који су, уз звук фанфара, кренули у напад. Крсташи су масакрирани, а погинуо је и њихов вођа, гроф од Бара. Остали су заробљени и одведени у тамнице. Међу њима је био и Филип од Нантеја. Главнина војске под Тибалдом остала је нетакнута. Они су се вратили у Акру одакле су се упутили у равницу Сефорија у Галилеји и подигли логор. Крсташи нису имали потребе да улазе у борбу са муслиманима јер је Саладиново царство у овом тренутку било подељено између Камилових синова, Ејуба и Ел Салих Исмаила. Први је владао Египтом, а други Дамаском. Исмаил је крсташима вратио Галилеју (са Назаретом и Тиберијом) како би их привукао на своју страну. Ејуб им је препустио Аскалон и потврдио својину над Витлејемом и Јерусалимом. Тиме је готово у потпуности обновљена некадашња територија Јерусалимске краљевине. Недостајала је само област око Наблуза и Хеброна. Тибалд се последњих дана септембра 1240. године укрцао за брод ка Европи. Његов крсташки поход био је успешан.

## Последице
Обновљена Јерусалимска краљевина није дуго потрајала. Хорезмијски Турци су 1244. године освојили њену престоницу, Јерусалим. Убрзо падају Тиберија и Аскалон. Следеће године Саладиново царство уједињено је под Ејубом. Франачка Сирија сведена је на уски појас. За њено ослобађање био је потребан велики крсташки рат. Покренуо га је француски владар Луј Свети. Седми и Осми крсташки ратови које је предводио Луј Свети завршени су неуспехом. Јерусалим је остао у муслиманским рукама све до Првог светског рата када га од Османлија осваја британска војска.